# يوشيمي ساساهارا
يوشيمي ساساهارا (باليابانية: 笹原 義巳) (2 أبريل 1974 في كاغوشيما في اليابان – )؛ هو لاعب كرة قدم ياباني سابق كان يلعب كحارس مرمى.

## وصلات خارجية
- يوشيمي ساساهارا على موقع رابطة كرة القدم اليابانية للمحترفين (اليابانية)
- يوشيمي ساساهارا على موقع عالم كرة القدم.نت (الإنجليزية)